# 灰

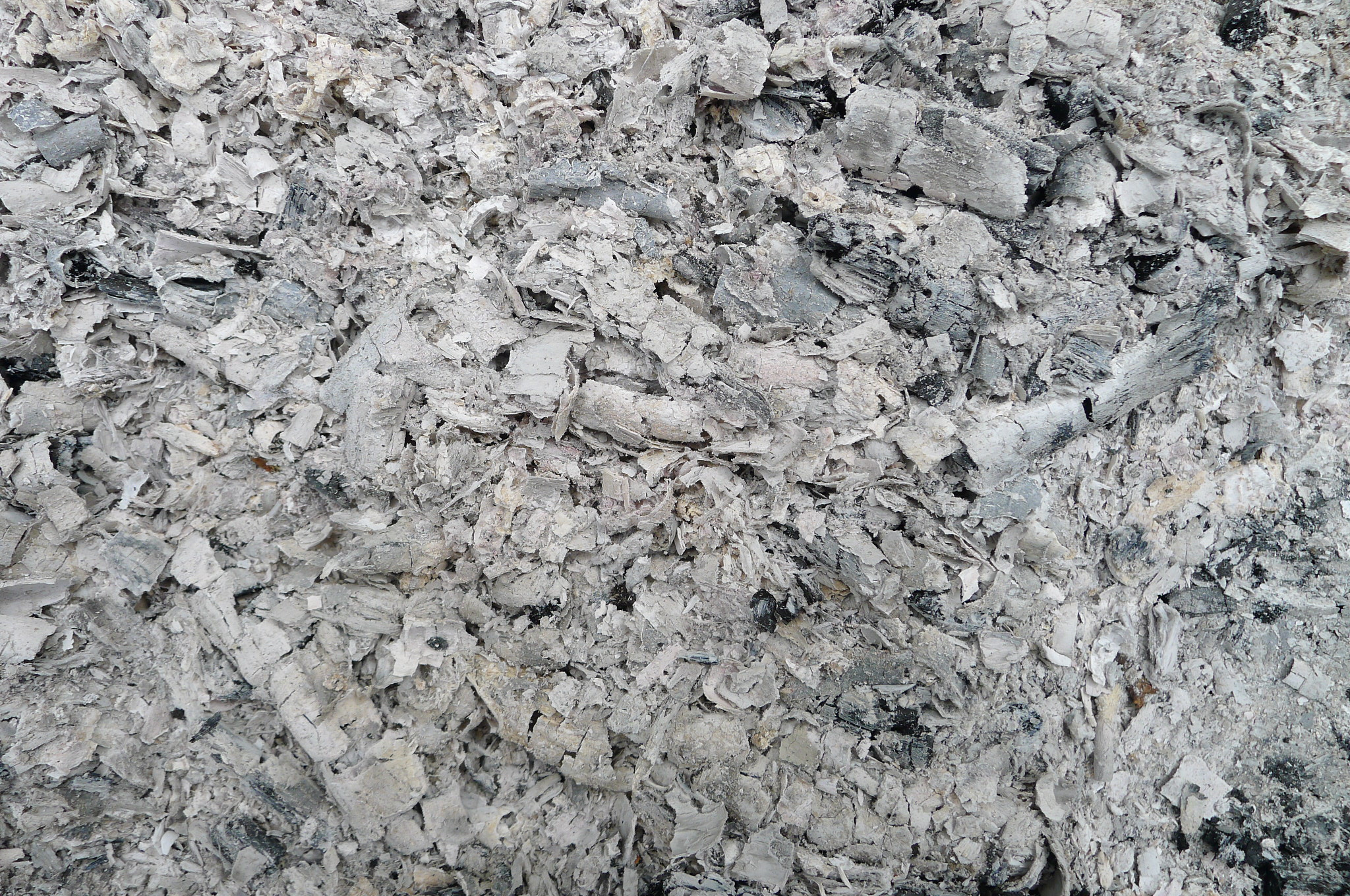
木灰

灰（ash，ashes）又稱灰烬、灰分，是火烧过之后遗留的固体。具体地说，它是指物体燃烧之后残留的所有非水性非气态残留物。在分析化学、化工学、植物学、森林学中，固定称为“灰分”，用于分析样品或残烬物的矿物和金属含量，是化学物质完全燃烧后的非气态、非液体残留物。
作为不完全燃烧的最终产物，灰烬主要是矿物质，但通常仍含有一定量的可燃有机化合物或其他可氧化残留物。最常见的灰烬是木灰，篝火、壁炉、暖炉等需要燃烧木材的器具都会产生木灰。木灰越黑，说明由于不完全燃烧而残留的木炭含量越高。
像肥皂一样，灰烬也是消毒剂（碱性）。在无法获取肥皂的情况下，世界卫生组织建议使用灰烬或沙子替代肥皂。

## 具体分类
- 木灰
- 煤燃烧的产物
  - 锅底灰
  - 飞灰（英语：Fly ash）
- 烟灰（英语：Cigar ash），烟燃烧后产生的灰烬
- 底渣，一种在焚化炉中产生的灰烬
- 维哈提灰（英语：Vibhuti），用于某种印度仪式的灰烬。
- 骨灰，火葬之后的遗留物
- 火山灰，火山喷发后由玻璃、礦物、岩石组成的灰烬